# Дивизмин шаренац
Дивизмин шаренац (лат. Melitaea trivia) је врста дневног лептира из породице шаренаца (лат. Nymphalidae).

## Опис
Наликује пламеном шаренцу, али је црвена боја горње стране крила није толико изражена. Крила оба пола раскошно су маркирана црним пољима и код мужјака и код женки. На доњој страни крила смењују се бела и наранџаста поља.

## Распрострањење, станиште и биљка хранитељка
Врста је присутна у јужној Европи, а насељава сува, ливадска станишта. У Србији је честа врста, а одсуствује у северном делу земље. Како и традиционални назив сугерише, гусеница се храни лишћем дивизми (лат. Verbascum spp.).

## Животни циклус
У зависности од географског подручја, има до три генерације годишње (две у већем делу ареала). Гусенице су у поређењу са осталим гусеницама из овог рода бледе и у летњим месецима се проналазе на лишћу биљке хранитељке. Интегумент је сивкаст, прекривен ситним белим пољима. Сете полазе са сколуса који су у основи наранџасти а први врху бели. Често живе грегарно, нарочито у ранијим ступњевима.